# The Cure (dal)
A The Cure Lady Gaga amerikai énekesnő-dalszerző dala, amelyet közösen szerzett Paul Blairrel, Nick Monsonnal, Lukas Nelsonnal és Mark Nilannel. A dal produceri munkáját Gaga a Detroit City-vel és Monsonnal közösen végezte. A szám a közreműködők közti pozitív életérzésből ered, amely a világon történő szörnyűségekre való válaszként készült. Los Angelesben vették fel, ahol Gaga és csapata más zenéken is dolgozott, míg nem vált elfoglalttá színészi munkájával a Csillag születik című filmjében. A csettintésből és elektronikus dance ütemből álló The Cure egy R&B hangzásvilág köré épült. Dalszövegét tekintve a szeretet gyógyító erejéről szól, a gyógyír átadására pedig önmagát jelöli ki a dalban.
A The Cure egyedülálló kislemezként 2017. április 16-án jelent meg, miután Gaga előadta a Coachella-völgyi Zenei és Művészeti Fesztiválon, ahol ő volt az egyik sztárfellépő. Később felkerült a dal Gaga 2017-es Joanne World Tour elnevezésű világ körüli koncertsorozatának számlistájára is. A kritikusok a dal hirtelen megjelenését, és kompozíciójának himnuszszerű természetét vizsgálták, illetve úgy vélték, hogy az énekesnő eltávolodott vele korábbi kiadványaitól. Kereskedelmi szempontból a The Cure a kislemezlisták első tíz helyezettje közé tudott kerülni Ausztráliában, Franciaországban, Magyarországon, Skóciában, Spanyolországban és Venezuelában, míg a legjobb húsz közé jutott Csehországban, az Egyesült Királyságban, Libanonban, Lettországban és Malájziában.

## Dalszerzés és elkészítés
A The Cure-t Gaga a Super Bowl félidei show-ban történt fellépése után írta meg. Az énekesnő DJ White Shadow (avagy Paul Blair) producerrel dolgozott együtt, akivel már korábban is többször készítettek dalokat. Blair egy interjúban elmondta, hogy leültek Gagával, egy pozitív életérzés fogta el őket, és ez vezette őket a dal elkészítéséhez, amely a férfi leírása szerint „gyors tempójú és király”. Ez az érzés annak volt köszönhető, hogy „annyi szörnyű dolog történik a világon jelenleg, ez egy olyan dolog, hogy amikor valaki egy kreatív személyiség, akkor a legjobbját adja, hogy megpróbáljon megküzdeni a gonosszal a kreatív dolgok segítségével, szóval ez volt az a bizonyos rezgés köztünk.” Gaga és csapata meg akarta jelentetni a „különálló” kislemezt, amint a produceri munka elkészült.
A dalon Los Angelesben dolgoztak, ahol Gaga és csapata más dalokat is készítettek, mielőtt az énekesnő bele nem vágott színészi munkájába a Csillag születik című filmben. Gaga hasznosan akarta eltölteni szabadidejét elfoglaltságai közt, így megkérte Blairt, hogy találkozzanak annak érdekében, hogy sikerül-e elkészíteniük együtt valamilyen új dalt. A The Cure pozitív természetének és üzenetének köszönhetően jelenhetett meg, habár Gaga már előtte fél évvel kiadta Joanne címmel ötödik stúdióalbumát. A Bravo egyik munkatársa, Jocelyn Vena szerint a The Cure az énekesnő dance-pop dalaira emlékeztet. Blair elmagyarázta, hogy a dal megjelenése azután történt, hogy az összes készítője közösen megegyezett: „A Joanne egy nagyszerű felvétel… de nem ültünk ott mondván, »Oh, csinálnunk kell egy dalt a nyárra, és még a hétvégén ki kell adnunk«.”

## Zene és dalszöveg

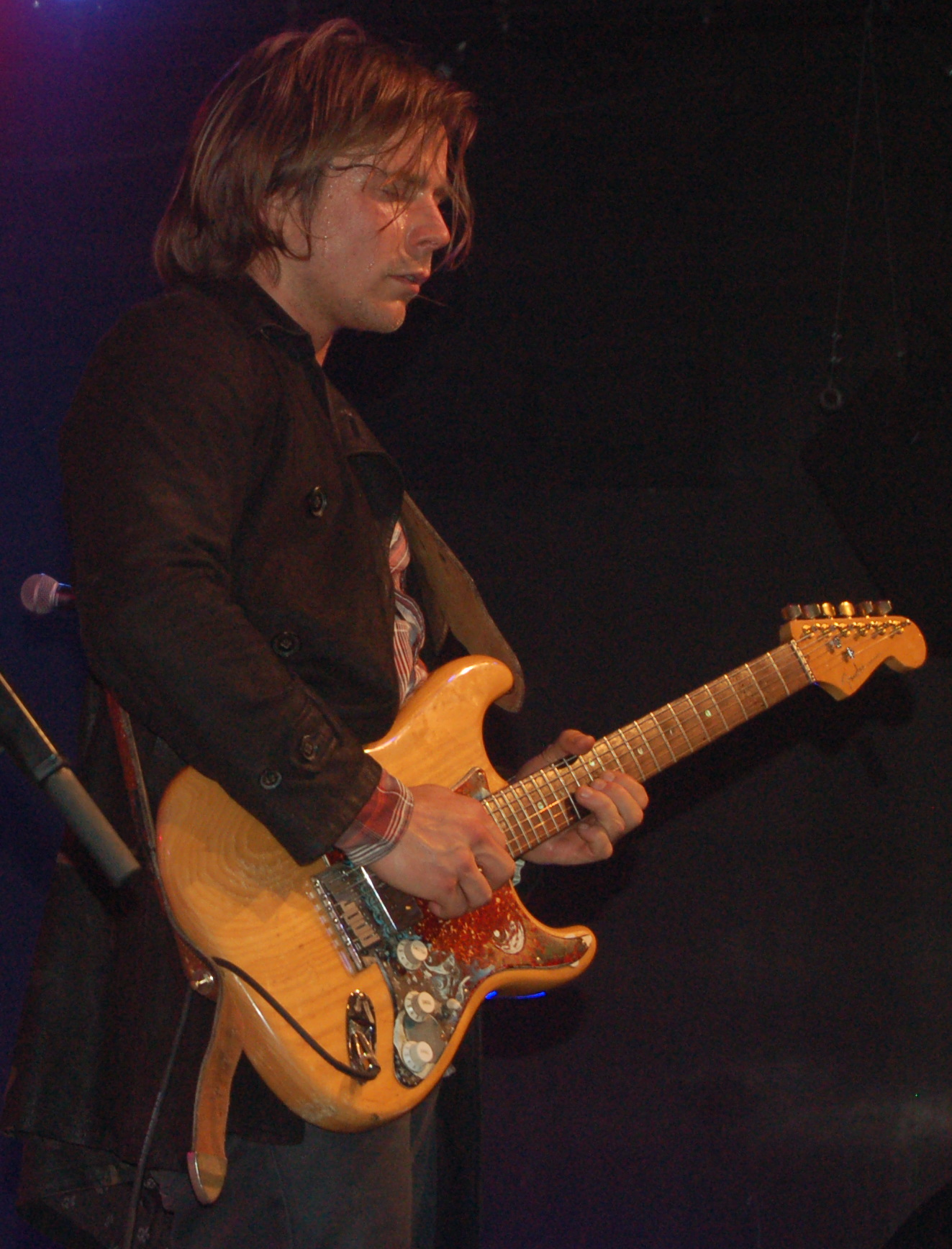
Lukas Nelson, a The Cure egyik dalszerzője

Gaga közösen szerezte a The Cure-t Blairrel, Lukas Nelsonnal, Mark Nilannal és Nick Monsonnal, míg a dal produceri munkáját az énekesnő Monsonnal és egy viszonylag ismeretlen duóval, a Detroit City-vel végezte. A páros elküldte az anyagukat Gaga csapatának, majd lehetőséget nyertek a The Cure produceri munkájának elkészítéséhez. Hangzását tekintve a dal lassan kezdődik; az első verzét csettintés hangok és elektronikus dance ütemek támogatják. A The Guardian egyik szerkesztője azt írta a számról, hogy „egy egyszerű R&B ritmusból építkezik mielőtt egy popzenei refrénbe vált át”. Egy közepes tempójú dancehall inspirálta szintipop és pop-soul dalként lehet jellemezni. Alexa Camp a Slant Magazine-tól Gaga felgyorsított vokálját Justin Bieber 2015-ös Sorry című dalához hasonlította, illetve annak tropical house ritmusához tartotta hasonlatosnak. A Musicnotes.com által közzétett kotta szerint a The Cure 4/4-es ütemben íródott közepes tempójú 100-as percenkénti leütésszámmal. A♭ mollban került feléneklésre Gaga hangterjedelme pedig A♭3 és E♭5 közti. A szám akkordmenete Fm7–A♭moll7–D♭moll7–E♭ a verzékben, míg Fm–D♭–E♭–A♭ a refrénben.
Dalszövegét tekintve a szeretet gyógyító erejéről szól a The Cure. A Bustle egyik cikkében Danielle Jackson azt feltételezte, hogy arról a szeretetről van szó, amit a rajongóitól kap, akik a karrierje során támogatták Gagát. Miközben előadta a The Cure-t a Coachellán, az énekesnő a következő szavakat intézte a tömeghez: „Annyira szeretlek titeket srácok. Annyi mindenen mentem keresztül az életemben és annyi mindent láttam. És minden alkalommal meggyógyítotok a szeretetekkel.” A szöveg azzal kezdődik, hogy az énekesnő a zenéjét egy menekülőúthoz hasonlítja a rajongói számára. Ezt tovább bővíti a refrénben, ahol Gaga azt énekli, hogy „If I can't find the cure, I'll, I'll fix you with my love” (Ha nem találom meg a gyógyírt, meggyógyítalak a szeretetemmel), ezzel pozícionálva önmagát olyasvalakinek, aki képes egy egyén problémákkal teli életében segítséget nyújtani. Ezt bizonyítja az utolsó sor is: „Promise I'll always be there, Promise I'll be the cure” (Ígérem, hogy mindig ott leszek, ígérem, hogy én leszek a gyógyír). Ally Hirschalg a Mictől más magyarázatokat is talált a dalszöveggel kapcsolatban: egy édesanya beszél a gyermekéhez, vagy valaki olyanról szól, aki egy friss szakításon van túl. Utóbbival Gaga friss szakítására utalhatott exvőlegényével, Taylor Kinney-vel az előző év során.

## Megjelenés és népszerűsítés

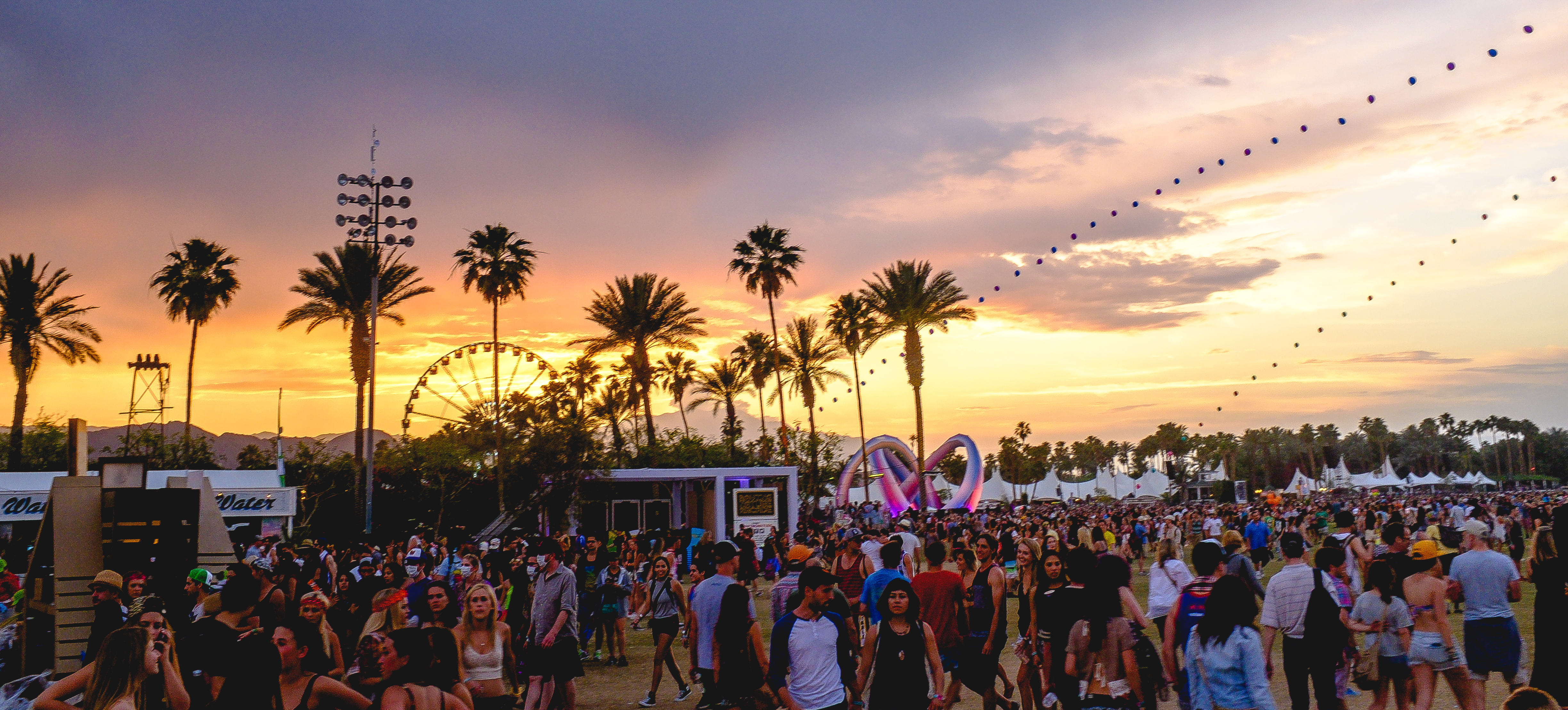
Coachella-völgyi Zenei és Művészeti Fesztivál (2014-ben készült kép), ahol Gaga bemutatta a The Cure-t

2017 márciusában bejelentésre került, hogy Gaga fog fellépni a Coachella-völgyi Zenei és Művészeti Fesztivál 2017-es sztárvendégeként Beyoncé helyett, aki terhessége miatt mondta le a részvételt. Miközben fellépett a fesztiválon 2017. április 16-án, Gaga a következőket mondta a nézőknek: „Régóta nagyon izgatott vagyok a show következő része miatt, mivel már oly régóta próbálom titokban tartani. Stúdióztam az utóbbi időben, és szeretném debütáltatni a vadonatúj dalomat, a The Cure-t”, majd első alkalommal énekelte el a dalt. Miután a koncert véget ért, a dal megjelent az iTuneson, a Spotifyon, az Apple Musicon, az Amazonon és a Google Playen is. 2017. április 25-én küldték ki az amerikai mainstream pop rádióknak a dalt játszásra.
Gaga 2017. május 1-én dalszöveges videóklipet adott ki a The Cure-höz. A videóban az énekesnő egy kis négyzetben látható a képernyő közepén egy türkizszínű kanapén ülve egy társalgószerű szobában, miközben a kamera pásztázza. A dalszöveg körülötte cikázik a kereten, amely feketéről fehérre, majd vissza váltakozik. Daniel Kreps a Rolling Stone magazintól úgy írta le, hogy „rohamkiváltó stílusban” készült. Jeremy Goron a Spin-től „teljességgel felfoghatatlannak” nevezte, és véleménye szerint „olvashatatlanok a körök Gaga körül”. A Digital Spy munkatársa, Joe Anderton szerint a videó „pszichedelikus” természete „hatalmas visszhangot” keltett a közösségi médiában: a rajongók és a közönség GIF képeket készítettek saját képeiket beépítve a dalszövegek közé.
Miután bemutatta a dalt a Coachellán, Gaga a 2017-es Joanne World Tour című világ körüli turnéjának számlistájára is felhelyezte a számot, ahol a zárlat előtti utolsó dalként énekelte el. Egy kristályokkal díszített egyberészes ruhát, és Giuseppe Zanotti csizmát viselt a dal előadása során. 2017. november 19-én Gaga előadta a The Cure-t élőben az American Music Awardson turnéjának egyik állomásáról a Washington D.C.-ben található Capitol One Arenából. Az énekesnő zongorán kezdte a dal előadását, majd egy magasba emelkedő színpadra ment át, ahol egy koreográfia keretében énekelte a The Cure-t. A show előtti napon elhunyt Azzedine Alaïa emlékére egy általa tervezett ruhában lépett fel. Ez volt a dal első előadása televízióban, illetve Gaga egymás után második évben lépett fel az American Music Awardson.

## Kritikusi fogadtatás

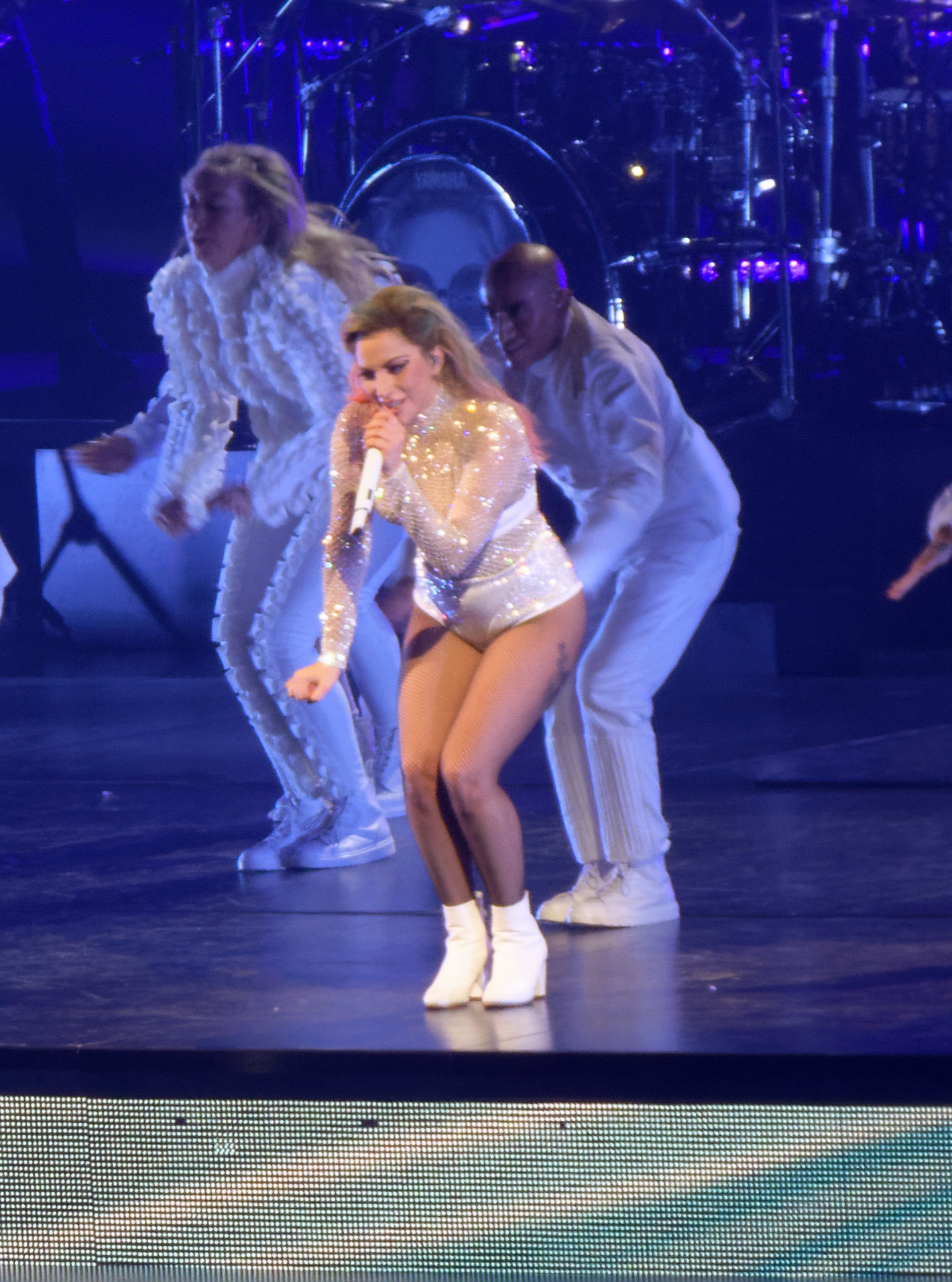
Gaga a The Cure előadása közben a Joanne World Touron

Jason Lipshutz a Billboard-tól dicsérte a „lassabb tempóját” és az „új sláger épp a nyárra időzítve” érzetét, de azt is hozzátette, hogy a stílusban és hangzásban való eltávolodás a Joanne-től a The Cure-höz olyan, mint „egy hirtelen iránymódosítás, amellyel a nyári turnéjára akarja növelni az érdeklődést”. Hugh McIntyre a Forbes-tól azt írta, hogy a szám „egy észrevehető eltávolodás bármitől, amit Gaga korábban kiadott”. Egy „szórakoztató és fülbemászó dallamként” jellemezte, de úgy vélte, hogy kevésbé kockáztató vagy kevésbé dance-es, mint a korábbi dalok, így a Bad Romance, a Telephone (2009), az Applause (2013) vagy a Million Reasons (2016). Melinda Newman ugyanettől a laptól úgy érezte, hogy a The Cure lehet Gaga számára az út vissza a pop rádióba, mivel „egy lassú ritmusú, azonnal megfertőző szinti-pop dal, amelynek olyan a hangzása, mintha egyenesen a 80-as évekből származna, és olyan érzetet vált ki, hogy készen áll arra, hogy a kocsik hangfalából ez üvöltsön ezen a nyáron”.
Lior Philips a Consequence of Sound-tól hatásokat talált Gaga „dance zeneiségéből” a The Cure-ben, különösen „a csettintgetős, patyolattiszta produceri munka, a himnuszi furulyaszerű szintik és Gaga figyelemre méltó fejhangja miatt”. A számot a One Republic dalaihoz hasonlítva, Philips dicsérte a verzék egyszerűségét, amelyről azt írja, hogy „fokozzák a hangulatot”. A Los Angeles Times írója, Mikael Wood azt állította, hogy a The Cure egy „kíváncsiságot felkeltő közepes tempójú pop-soul sláger”, „szintetikus szerkezettel” és „nagyon Madonnás a Human Nature időszakából”. Amy Mackelden a Marie Claire-től egy „szintipop mesterműnek” nevezte, amely „a fejedben fog ragadni attól a másodperctől, hogy meghallod”, majd hozzátette: „A dalszöveg rendkívül felemelő és rokonszenves, különösen a pozitív refrénje miatt, »No matter what you know, I'll fix you with my love« (Nem számít mit gondolsz, akkor is meggyógyítalak a szeretetemmel).” Ian Monroe a V-től dicsérte a dalt szövege miatt, és „a nyár dalának” nevezte.
Negatív kritikákat kapott az Entertainment Weekly írójától, Nolan Feeneytől, aki a The Cure-t túlságosan „átlagosnak” találta, amely emlékeztet más popdalokra, amik az utóbbi időben megjelentek. De látta a potenciált a kiadványban köszönhetően annak, hogy „a legfülbemászóbb, legközvetlenebb, és hála Istennek a legkevésbé önmagát komolyan vevő dal Gagától, amit az utóbbi időben kiadott”. Hardeep Phull a New York Post-tól a számot „gagyinak” nevezte, és azt állította, hogy „aggasztóan átlagos”, és szerinte „Gaga nem próbálkozik elég keményen”. Hasonló vélemény fogalmazódott meg Alexa Camp fejében is, aki a Slant Magazine egyik cikkében írta meg, hogy „a dal szövege átlagos popzenei közhelyekből épül fel a feltétel nélküli elköteleződésről, amelyet idézni sem érdemes, mindez egy még felejthetőbb átlagos hookkal és egy élettelen vokállal Gagától”. 2017 decemberében a Billboard magazin a The Cure-t nevezte az év 100. legjobb dalának.

## Kereskedelmi fogadtatás
Az Egyesült Államokban a The Cure a 39. helyen debütált a Billboard Hot 100-on, amely későbbi legjobb helyezése is volt egyben. Gaga számára ez volt karrierje 20. dala, amely az első 40 közé tudott kerülni a slágerlistán. Az előkelő helyezés nagyban volt köszönhető annak, hogy a kislemez harmadik helyen tudott nyitni a digitális eladásokat összesítő Digital Songs listán 79 000 eladott példánnyal a Nielsen SoundScan adatai szerint. A The Cure ettől fogva hétről-hétre ingadozó teljesítmény nyújtott, végül összesen 14 hétig tudott a listán maradni. A Billboard által készített rádiós listákon a The Cure a 39. helyen debütált a Mainstream Top 40-es listán. Ezt követően egyre jobb pozíciókat ért el, legjobbjai pedig a 20. hely volt az előbb említett Mainstream Top 40-en, míg a 17. volt a legelőkelőbb helyezése az Adult Pop Songs-on. 2017 szeptemberéig 407 215 digitális kópiát értékesítettek a dalból az Egyesült Államokban. A Kanadai Hot 100-on a The Cure a 49. helyen debütált, majd slágerlistás szereplésének negyedik hetén érte el legjobbját, a 33. pozíciót.
Az Egyesült Királyságban megjelenése hetén 12 774 példányt értékesítettek a dalból digitálisan, amivel a negyedik helyen nyitott a UK Download Chart-on. Emellett 88 973 alkalommal streamelték, így a kettő adatot összesítve a 23. helyen debütált a brit kislemezlistán (teljes ekvivalens egysége így 18 705 volt). A következő héten a 19. pozícióra tudott feljutni, újabb 20 978 egyenértű egységszámmal. Majdnem két hónappal később ezüstlemez minősítést kapott a Brit Hanglemezgyártók Szövetségétől (BPI), miután több mint 200 000 egységet tudtak belőle értékesíteni az országban. Ausztráliában a dal a 17. pozícióban kezdett az ausztrál kislemezlistán, majd egészen a 10. helyig tudott előre lépni a következő héten. A The Cure lett Gaga első tíz közé jutott dala Ausztráliában a The Edge of Glory óta, amely 2011-ben a 2. helyig jutott. Az Ausztrál Hanglemezgyártók Szövetsége (ARIA) háromszoros platinalemez minősítéssel jutalmazta a dalt, miután átlépte a 210 000 példányszámot.

## A kislemez dalai és formátuma
- Digitális letöltés[3]

1. The Cure – 3:31

## Közreműködők
A közreműködők listája az iTunes Store listájából származik.
- Lady Gaga – éneklés, dalszerzés, produceri munka
- Nick Monson – dalszerzés, produceri munka
- Paul „DJ White Shadow” Blair – dalszerzés
- Lukas Nelson – dalszerzés
- Mark Nilan – dalszerzés
- Detroit City – produceri munka

## Slágerlistás helyezések
| Slágerlista (2017)                      | Legjobb helyezés |
| --------------------------------------- | ---------------- |
| Ausztrália (ARIA)                       | 10               |
| Ausztria (Ö3 Austria Top 40)            | 37               |
| Belgium (Ultratop 50 Flanders)          | 30               |
| Belgium (Ultratop 50 Wallonia)          | 39               |
| Csehország (Rádio Top 100)              | 38               |
| Csehország (Singles Digitál Top 100)    | 20               |
| Dél-Korea digitális (GAON)              | 57               |
| Egyesült Királyság (UK Singles Chart)   | 19               |
| Európai digitális lista (Billboard)     | 7                |
| Finnország (Latauslista)                | 2                |
| Franciaország (Single Top 100)          | 4                |
| Fülöp-Szigetek (Philippine Hot 100)     | 37               |
| Görögország digitális lista (Billboard) | 3                |
| Hollandia (Single Top 100)              | 80               |
| Írország (IRMA)                         | 25               |
| Japán (Billboard Japan Hot 100)         | 23               |
| Kanada (Canadian Hot 100)               | 33               |
| Kanada AC (Billboard)                   | 36               |
| Kanada CHR/Top 40 (Billboard)           | 22               |
| Kanada Hot AC (Billboard)               | 15               |
| Lettország (Latvijas Top 40)            | 19               |
| Libanon (Lebanese Top 20)               | 10               |
| Magyarország (Rádiós Top 40)            | 26               |
| Magyarország (Single Top 40)            | 4                |
| Magyarország (Stream Top 40)            | 22               |
| Malájzia (RIM)                          | 20               |
| Németország (Media Control Charts)      | 57               |
| Olaszország (FIMI)                      | 36               |
| Portugália (AFP)                        | 31               |
| Skócia (Scottish Singles Top 40)        | 4                |
| Spanyolország (PROMUSICAE)              | 4                |
| Svájc (Schweizer Hitparade)             | 41               |
| Svédország (Sverigetopplistan)          | 51               |
| Szlovákia (Rádio Top 100)               | 15               |
| Szlovákia (Singles Digitál Top 100)     | 8                |
| Új-Zéland Heatseekers (RMNZ)            | 3                |
| US Billboard Hot 100                    | 39               |
| US Adult Contemporary (Billboard)       | 28               |
| US Adult Top 40 (Billboard)             | 17               |
| US Hot Dance Club Songs (Billboard)     | 23               |
| US Dance/Mix Show Airplay (Billboard)   | 25               |
| US Mainstream Top 40 (Billboard)        | 20               |
| Venezuela angol (Record Report)         | 58               |

| Slágerlista (2017)             | Helyezés |
| ------------------------------ | -------- |
| Ausztrália (ARIA)              | 86       |
| Belgium (Ultratop 50 Flandria) | 82       |

## Minősítések és eladási adatok
| Ország (Szervezet)       | Minősítés       | Minősítési érték/ Eladás | Alapul              |
| ------------------------ | --------------- | ------------------------ | ------------------- |
| Ausztrália (ARIA)        | 3x Platinalemez | 210 000+                 | Eladás és streaming |
| Egyesült Államok (RIAA)  | Platinalemez    | 1 000 000                | Eladás és streaming |
| Egyesült Királyság (BPI) | Ezüstlemez      | 200 000+                 | Eladás és streaming |
| Olaszország (FIMI)       | Aranylemez      | 25 000+                  | Eladás és streaming |

## Megjelenések
| Ország           | Dátum             | Formátum                 | Kiadó                  | Forr.  |
| ---------------- | ----------------- | ------------------------ | ---------------------- | ------ |
| Világszerte      | 2017. április 16. | Digitális letöltés       | Interscope             | [ 89 ] |
| Olaszország      | 2017. április 21. | Mainstream rádió         | Universal              | [ 90 ] |
| Egyesült Államok | 2017. április 25. | Mainstream rádió         | Streamline, Interscope | [ 91 ] |
| Egyesült Államok | 2017. május 8.    | Adult Contemporary rádió | Streamline, Interscope | [ 92 ] |

## Fordítás
- Ez a szócikk részben vagy egészben  a   The Cure (song) című angol Wikipédia-szócikk fordításán alapul.  Az eredeti cikk szerkesztőit annak laptörténete sorolja fel. Ez a jelzés csupán a megfogalmazás eredetét és a szerzői jogokat jelzi, nem szolgál a cikkben szereplő információk forrásmegjelöléseként.

## Külső hivatkozások
- "The Cure" (Audió). YouTube
- "The Cure" (Dalszöveges videó). YouTube